# 少弐満貞
少弐 満貞（しょうに みつさだ）は、室町時代の武将。少弐氏11代当主。

## 略歴
応永元年（1394年）、少弐貞頼の子として誕生。3代将軍・足利義満から偏諱を受ける。初名は頼満。応永11年（1404年）、父・貞頼の死により家督を継ぐ。応永3年（1396年）に九州探題となった渋川満頼とは幾度となく戦った。
応永26年（1419年）、満頼が探題職を辞任し引退、満頼の子・義俊が新たな探題となる。同年、李氏朝鮮による対馬侵攻(応永の外寇)を迎撃したと幕府へ報告した。応永30年（1423年）、博多にて探題・渋川義俊と戦い破る。応永32年（1425年）、義俊の反撃を退けるも、北九州の抗争を平定すべく下向してきた大内盛見に敗北、博多を放棄せざるを得なくなった。満貞を破った盛見は正長元年（1428年）に従兄・義俊から探題職を譲られた渋川満直を援助して九州での勢力拡大を図った。永享3年（1431年）、満貞は筑前国の領有をめぐって盛見と敵対した大友持直と共に盛見と戦い、盛見を敗死させた。
永享5年（1433年）3月、幕府から満貞の追討令を受けて九州に下向した大内持世と戦い、有智山城で敗北。筑前秋月城で戦死した。
子・資嗣は肥前国与賀庄の戦いで戦死、嘉頼・教頼は対馬の宗氏を頼って落ち延びた。